# Zodion triangulare
Zodion triangulare är en tvåvingeart som beskrevs av Krober 1939. Zodion triangulare ingår i släktet Zodion och familjen stekelflugor. Inga underarter finns listade i Catalogue of Life.